# Platypelis alticola
Platypelis alticola är en groddjursart som först beskrevs av Jean Guibé 1974.  Platypelis alticola ingår i släktet Platypelis och familjen Microhylidae. IUCN kategoriserar arten globalt som starkt hotad. Inga underarter finns listade i Catalogue of Life.